# Sobhana Mostary
Sobhana Mostary (bengalisch শোভনা মোস্তারি, * 13. Februar 2002 in Rangpur, Bangladesch) ist eine bangladeschische Cricketspielerin die seit 2018 für die bangladeschische Nationalmannschaft spielt.

## Aktive Karriere
Mostary gab ihr Debüt in der Nationalmannschaft in der WODI-Serie in Südafrika im Mai 2018. Ihren ersten Einsatz im WTwenty20-Team folgte im August 2019 in den Niederlanden. Sie wurde für den ICC Women’s T20 World Cup 2020 nominiert und hatte dort einen Einsatz. Auch beim Women’s Cricket World Cup 2022 erhielt sie einen Einsatz. Beim Women’s Twenty20 Asia Cup 2022 konnte sie nicht herausstechen. Im neuen Jahr gelangen ihr beim ICC Women’s T20 World Cup 2023 unter anderem gegen Sri Lanka 29 Runs.